# Philippe De Coene
Philippe De Coene (Rijsel, 28 augustus 1960) is een Belgisch politicus voor Vooruit en voormalig journalist.

## Levensloop
In 1980 studeerde De Coene af in de eerste kandidatuur politieke en sociale wetenschappen aan de RU Gent.
In 1981 startte hij als journalist bij de krant De Morgen. In 1988 werd hij copywriter bij verscheidene Brusselse reclamebureaus. Deze functie oefende hij uit tot 1994. Hij won diverse nationale prijzen, onder andere voor beste Nederlandstalig copywriting, met een campagne voor de integratie van migranten.
In die periode werd hij tevens actief in de toenmalige SP, vanaf 2001 sp.a genaamd, met name in de vernieuwingsgroep Domino. Voor deze vernieuwingsgroep schreef hij het Uur van de Cultuur, een manifest voor een ander cultuurbeleid in Vlaanderen.
In juni 1994 kreeg hij de eerste opvolgersplaats bij de Europese verkiezingen. Lijstduwer Louis Tobback werd verkozen maar stond zijn zetel af aan De Coene, die op dat moment de jongste Belg in het Europees Parlement werd. Hij keerde zich tegen de hoge onkostenvergoedingen en nodigde ook duizenden mensen uit naar Brussel en Straatsburg. In het Europees Parlement was hij lid van de commissie cultuur, jeugd en onderwijs en plaatsvervangend lid van de commissie milieubeheer, volksgezondheid en consumentenbescherming. 
Op 13 juni 1999, bij de verkiezingen voor de Kamer van volksvertegenwoordigers, stond De Coene op de tweede plaats in de kieskring Kortrijk-Roeselare-Tielt, op basis van de resultaten van de partij in principe een verkiesbare plaats. De campagne werd echter overschaduwd door de dioxinecrisis en de SP kreeg overal in Vlaanderen klappen. In West-Vlaanderen behield ze haar vier zetels, maar de Kortrijkse zetel verhuisde door de apparentering naar Brugge, ten voordele van Henk Verlinde. Ondanks een beduidende winst aan voorkeurstemmen raakte hij dus niet verkozen. Frank Vandenbroucke, die datzelfde jaar minister van Sociale Zaken en Pensioenen werd, stelde De Coene vervolgens aan als woordvoerder. Dit bleef hij in 2000, waarna De Coene van 2000 tot 2001 directeur communicatie van de SP was.
In januari 2001 werd De Coene de allereerste socialistische schepen van de stad Kortrijk, waar hij vanaf de verkiezingen van oktober 1994 in de gemeenteraad zetelde. De SP won bij de gemeenteraadsverkiezingen 2 % en 1 zetel. Zetelend burgemeester Stefaan De Clerck behield, ondanks 3 zetels verlies, een nipte meerderheid. Toch nodigde hij de SP uit om deel te nemen aan het bestuur. De Coene werd de eerste niet-katholieke schepen in meer dan een eeuw en werd bevoegd voor onder meer Informatie, Leefmilieu en Communicatie. Hij bleef schepen tot eind 2006 en was van 2000 tot 2003 tevens provincieraadslid van West-Vlaanderen. Na de gemeenteraadsverkiezingen van oktober 2006 belandde de sp.a in de Kortrijkse oppositie. 
Van 2003 tot 2007 zetelde De Coene voor de kieskring West-Vlaanderen in de Kamer van volksvertegenwoordigers. Bij de verkiezingen van 2007 werd hij echter niet herkozen. In 2007 kreeg hij het ereteken ridder in de Leopoldsorde.
Na de derde rechtstreekse Vlaamse verkiezingen van 13 juni 2004 kwam hij aan het einde van de legislatuur, op 7 januari 2009, voor de kieskring West-Vlaanderen in het Vlaams Parlement terecht als opvolger van Jacky Maes, die ontslag had genomen als Vlaams volksvertegenwoordiger. Bij de Vlaamse verkiezingen van 7 juni 2009 werd hij met 13.000 voorkeurstemmen rechtstreeks herverkozen in het Vlaams Parlement. Hij bleef Vlaams volksvertegenwoordiger tot in mei 2014 en was in het Vlaams Parlement van september 2009 tot mei 2014 voorzitter van de commissie Cultuur, Jeugd, Sport en Media.
In 2012 trok hij bij de gemeenteraadsverkiezingen de sp.a-lijst in Kortrijk. Zijn partij stapte opnieuw in de bestuursmeerderheid en De Coene werd begin 2013 aangeduid als schepen van sociale zaken, consumenten en ICT en als OCMW-voorzitter, waardoor hij ook voorzitter werd van de Raad van Bestuur van ziekenhuis AZ Groeninge.
In mei 2014 besloot De Coene niet deel te nemen aan de verkiezingen om zich volledig te kunnen toeleggen op zijn schepenambt. Hiermee verliet hij de nationale politiek. Na de gemeenteraadsverkiezingen van oktober 2018 werd hij in Kortrijk schepen van Sociale Vooruitgang en Armoedebestrijding en voorzitter van het Bijzonder comité voor de sociale dienst. In december 2024 liep zijn termijn als schepen af, al bleef hij wel als raadslid in de gemeenteraad zetelen.